# لوران گوده
لوران گوده (به فرانسوی: Laurent Gaude) متولد ۶ ژوئیه ۱۹۷۲ در منطقه ۱۴ شهر پاریس یک نویسنده فرانسوی می‌باشد. وی در سال ۲۰۰۴ برنده جایز گنکور به خاطر رمان آفتاب اسکورتا خود شد.

## آثار
- مرگ شاه سونگور
- آفتاب اسکورتا
- فریادها